# Unfaithful (canção)
"Unfaithful" é uma canção da cantora barbadense Rihanna, gravada para o seu segundo álbum de estúdio A Girl like Me. Foi escrita por Shaffer Smith (Ne-Yo), Mikkel S. Eriksen e Tor Erik Hermansen, sendo que a sua produção ficou a cargo dos últimos dois sob o nome artístico de Stargate. A sua gravação decorreu em 2006, nos estúdios Avatar and Battery, em Nova Iorque, Loft Recording Studios, em Bronxville e Digital Insight Recording Studios, em Las Vegas, no Nevada. Musicalmente, é classificada como uma balada de género estilístico R&B, com elementos de pop, sendo que a sua melodia é composta através de vocais, instrumento de cordas, violas, violoncelos, violinos e baixo. Originalmente intitulada "Murderer", o tema retrata o arrependimento de uma mulher que sente estar a destruir a vida do parceiro, ao trai-lo e enganá-lo constantemente.
A artista revelou que desde da época de gravação do seu álbum de estreia, Music of the Sun, queria trabalhar com Ne-Yo, principalmente depois de ter ouvido "Let Me Love You" por Mario, cuja letra foi escrita por Smith. A canção foi enviada para as áreas radiofónicas mainstream e rhythmic através da Def Jam Recordings a 2 de Maio de 2006, servindo como segundo single do projecto. Mais tarde, foi também disponibilizada em formato digital na iTunes Store de vários países, como Canadá, Portugal e Suíça, além de ter sido comercializada em CD single na Europa. A recepção por parte da crítica em relação à música não foi unânime, pois uma parte dos analistas considerou que era uma balada poderosa, bem construída, e apoiada com fortes vocais, contudo, criticaram negativamente o seu conteúdo lírico.
Após o seu lançamento, conseguiu atingir a lista das dez obras mais vendidas de dezanove países, incluindo o Reino Unido, onde se tornou o terceiro single da cantora a conseguir tal feito. Nos Estados Unidos, na tabela principal Billboard Hot 100, chegou à sexta posição como melhor. Este desenvolvimento positivo resultou em várias certificações para a faixa, sendo entre elas, disco de platina triplo atribuído pela Recording Industry Association of America (RIAA) e platina pela Federação Internacional da Indústria Fonográfica (IFPI) da Dinamarca, além do galardão de ouro dado pela Australian Recording Industry Association (ARIA), Belgian Entertainment Association (BEA) e British Phonographic Industry (BPI). A música venceu ainda o prémio na categoria "Chanson Internationale de L'Année" da cerimónia anual francesa NRJ Music Awards de 2007.
O vídeo musical foi dirigido por Anthony Mandler e estreou em Maio de 2006 no programa agora extinto Total Request Live da MTV. Inclui Rihanna num triângulo amoroso em que se esforça para escolher entre o seu companheiro e o seu outro interesse romântico, e lamenta ter traído e mentido ao primeiro. A faixa recebeu várias interpretações ao vivo como parte da sua divulgação, como nas cerimónias de entrega de prémios MOBO Awards e World Music Awards de 2006. Esteve inclusive no alinhamento das digressões mundiais The Good Girl Gone Bad Tour (2007–09), Last Girl on Earth Tour (2010–2011) e The Loud Tour (2011), além de ter sido cantada uma versão acústica durante a mini-turné 777 Tour que passou por sete cidades e sete países para promover o sétimo disco de originais da artista, Unapologetic.

## Antecedentes e lançamento

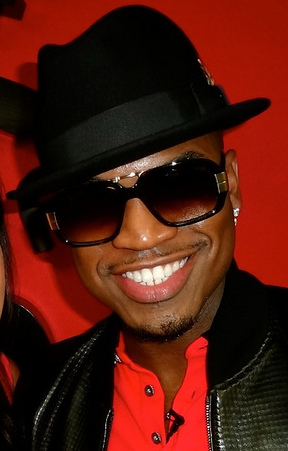
O cantor e compositor Ne-Yo (foto) coescreveu "Unfaithful" depois de Rihanna revelar que queria trabalhar com o músico desde 2005.

Depois de se mudar para os Estados Unidos, Rihanna assinou contrato com a editora discográfica Def Jam Recordings, lançando posteriormente o seu álbum de estreia Music of the Sun. Musicalmente, foi inspirado pela música caribenha, como soca, dancehall e reggae, mas incorporando também outros géneros mais norte-americanos, incluindo o dance-pop e R&B. Numa entrevista para o canal de televisão MTV, a cantora afirmou que depois da sua chegada ao continente americano, foi exposta a diferentes tipos de estilos musicais que nunca tinha ouvido anteriormente, como rock, que pensou também em incluir no seu projecto A Girl like Me.
Enquanto ainda gravava o seu disco de estreia em 2005, a artista conheceu Ne-Yo pela primeira vez, mas não conseguiram colaborar de imediato. A jovem quis trabalhar com o cantor desde que tinha ouvido a sua composição de "Let Me Love You" para o norte-americano Mario. Quando a produção do segundo álbum de estúdio começou, a intérprete considerou em realizar o seu desejo de trabalhar com o músico: "Pensei, 'Sabes que mais? Tenho de trabalhar com este rapaz, o Ne-Yo'. Fomos para o estúdio e começámos a trabalhar nesta canção", explicou. Rihanna mostrou-se entusiasmada por colaborar no registo com Smith também por ser "uma balada, por isso um novo patamar" na sua carreira.
Lançado após o primeiro número um da cantora na Billboard Hot 100, "SOS", "Unfaithful" serviu como segundo single de A Girl like Me e foi enviado para as áreas mainstream e rhythmic das rádios norte-americanas a 2 de Maio de 2006 pela Def Jam. Digitalmente, a sua disponibilização na iTunes Store ocorreu a 20 de Junho do mesmo ano no Canadá, sendo que a 14 de Julho seguiram-se vários outros países, como a Austrália, o Brasil, a Espanha, França e Portugal. Um conjunto de remisturas foi igualmente divulgado na loja digital da Apple três dias depois, com sete misturas a partir da faixa original. Posteriormente, foi ainda comercializado em CD single a 25 de Julho no Reino Unido, constituído pela sua versão original e instrumental, acompanhado por uma alteração de Tony Moran e o vídeo musical. No mês seguinte, a Alemanha e França também receberam o mesmo formato físico para vender através da Amazon.

## Estilo musical e letra
"Unfaithful" é uma canção de tempo brando e sentido, classificada como uma balada, que deriva de origens estilísticas de R&B, produzida pela equipa norueguesa Stargate e possui uma duração de três minutos e quarenta e seis segundos (3:46). A sua gravação esteve a cargo de Mikkel Eriksen, Al Hemberger, Malcolm Pollack, Tiger Stylz e decorreu em 2006 nos estúdios Avatar and Battery, em Nova Iorque, Loft Recording Studios, em Bronxville e Digital Insight Recording Studios, em Las Vegas, no Nevada. Makeba Riddick ficou responsável pela produção vocal, enquanto que Phil Tan tratou da mistura. A sua sonoridade foi construída através de instrumento de cordas por Rob Mounsey, violas por Sue Pray, Crystal Garner, Jill Jaffe, Mary Hamman, violoncelos por Richard Locker, Gene Moy, Eugene Briskin, baixo por John Beal, Judy Sugarman e violinos por Ann Leathers, Richard Sortomme, Cenovia Cummings, Uri Vodovoz, Jan Mullen, Jeanne Ingram, Abe Appleman, Katherine Livolsi-Stern, Maura Gianni, Yana Giochman e Marti Sweet. Debbie Mounsey foi responsável por assistência de produção. Originalmente, a faixa seria intitulada como "Murderer" e inspirada musicalmente nos trabalhos da banda de rock norte-americana Evanescence. Eriksen, um dos compositores, falou sobre a sonoridade numa entrevista com a revista Sound on Sound: "Acho que a sua naturalidade não é tão realista por causa do instrumento de cortas, mas devido à escolha das notas certas e saber como programar [o instrumento]".
A letra foi escrita por Shaffer Smith, Eriksen e Tor Erik Hermansen. De acordo com a partitura publicada pela Sony/ATV Music Publishing, a música é definida no tempo de assinatura brando e suave com um metrónomo de setenta e duas batidas por minuto. Composta na chave de dó menor com o alcance vocal que vai desde da nota baixa de fá de três oitavas, para a nota de alta de dó de cinco. Liricamente, o tema retrata o arrependimento de uma mulher que sente estar a destruir a vida do parceiro, ao trai-lo e enganá-lo constantemente. Numa entrevista com Brandee J. Tecson para a MTV News, Rihanna explicou o conceito da letra: "Sou referida como uma assassina nesta música. Ou seja, estou a destruir a vida deste rapaz ao magoá-lo, traindo-o. Ele sabe, e isso fá-lo sentir-se muito mal. São sempre os homens a enganar, e, finalmente, alguém coloca uma outra perspectiva: as mulheres também traem". Numa outra conversa, desta vez com o jornal NewsDay, a cantora revelou que "Unfaithful" é o "resultado de uma relação amorosa fracassada quando tinha catorze anos", sublinhando ainda que não houve um envolvimento físico. Quentin B. Huff do portal PopMatters criticou o conteúdo lírico do registo e descreveu-o como bem intencionado, mas "cheio de melodrama" e "desprovido de remorsos".

## Recepção

### Análise pela crítica
| Críticas profissionais | Críticas profissionais |
| Avaliações da crítica  | Avaliações da crítica  |
| Fonte                  | Avaliação              |
| ---------------------- | ---------------------- |
| About.com              | [ 15 ]                 |

Após o seu lançamento, a faixa obteve críticas positivas por parte dos média especializados. Bill Lamb do portal About.com atribuiu quatro de cinco estrelas possíveis, afirmando que "com um ar de pavor gótico, Rihanna iguala a dor causada no homem infeliz como um ser assassino". Lamb considerou ainda que a voz da cantora "não é particularmente forte", sendo que por vezes parece "fina e esganiçada", no entanto, elogiou o impacto da "personalidade reflectida sobre a vida de mulheres e homens jovens, no final de adolescência". Para concluir a sua análise, o crítico afirmou que a canção "pode parecer exagerada aos ouvidos dos adultos", contudo, "para um adolescente tese assuntos do coração, a vida e a morte". Sal Cinquemani da Slant Magazine declarou que a "balada melodramática é, sem margem para dúvidas, um segundo single ambicioso para uma artista como Rihanna", destacando ainda passagens como "Eu não quero ser uma assassina / O nosso amor, a sua confiança / Poderia muito bem pegar numa arma e apontar à sua cabeça" por ser uma letra que "ganha pontos extra devido ao parecer muito estranha". David Jeffries da Allmusic elegeu-a como uma dos destaques no disco, considerando que a intérprete "tenta coisas que podiam fazer poucos artistas desmoronar" e descrevendo "Unfaithful" como "uma música de preto que elegantemente utiliza o assassínio como metáfora para a infidelidade". "Profundamente ridículo - mas não desagradável - lamento pop", afirmou Kelefa Sanneh do jornal The New York Times, enquanto que Quentin B. Huff do PopMatters, comentou que é "uma balada bem intencionada formada por um piano e [instrumento de] cordas dramáticos".
Celia San Miguel da revista Vibe elogiou o tema devido ao "novo carisma encontrado, voz firme e capacidade de canalizar as emoções profundas com facilidade" através da entrega da artista. Steve Jones do diário USA Today escreveu que, enquanto as outras baladas do álbum não são tão fortes, "Unfaithful" lida com as consequências da batota do próprio coração, mostrando profundidade". Dan Charnas do The Washington Post considerou que o single é "um relato honesto sobre desonestidade", enquanto que um editor da revista Billboard, comparou a melodia ao trabalho de Beyoncé Knowles e concluiu que revela uma "jovem vocalista a crescer por sua própria conta". Numa entrevista sobre o trabalho de Ne-Yo, Maura do sítio Idolator, em conjunto com "Irreplaceable", adjectivou o tema como "triunfo doce ao ouvido". Jake C. Taylor da página on-line Sputnikmusic considerou a obra como uma de "duas grandes prestações" no disco, falando também de "We Ride". Contudo, Taylor afirmou que o desempenho vocal "pode tornar-se um pouco irritante, mas que vale a pena ouvir", criticando a letra por "não mostrar a verdadeira emoção" no seu ponto de vista.

### Prémios e reconhecimento
"Unfaithful" também recebeu reconhecimento por parte da média em geral e de organizações de entrega de prémios. Fez parte da lista das canções do verão de 2006 elaborada pela Billboard, ficando pela oitava posição. A revista Rap-Up posicionou o tema em nono lugar dos melhores singles de 2006. No ano seguinte, recebeu duas nomeações para os Barbados Music Awards nas categorias "Best Music Video" e "Song of the Year", vencendo nesta última. Ainda em 2007, conseguiu arrecadar um troféu na série "Chanson Internationale de L'Année" da cerimónia francesa NRJ Music Awards. Em 2011, a Billboard voltou a colocar o registo numa lista, desta vez sobre os vinte maiores êxitos de Rihanna, atribuindo-lhe o décimo quinto lugar. A letra também recebeu reconhecimento pela Broadcast Music Incorporated (BMI), organização de direitos de autor para compositores e produtores dos Estados Unidos, que atribuiu uma estrela de canção vencedora.

## Vídeo musical
O vídeo musical foi dirigido por Anthony Mandler, que após "Unfaithful", tornou-se num colaborador assíduo em outros projectos da cantora, como "Disturbia" e "Russian Roulette". A sua estreia ocorreu a 1 de Maio de 2006, no programa da MTV, Total Request Live. Nesse mesmo dia, foi ainda disponibilizado na iTunes Store para descarga digital.
À medida que o teledisco começa, Rihanna está a caminhar em direcção a um espelho num camarim enquanto se prepara para um espectáculo. Esta cena é intercalada com outras em que a jovem está num restaurante com o seu companheiro, mas quando este sai da mesa e se ausenta por algum tempo, um outro indivíduo que se encontra no estabelecimento envia um bilhete à cantora através de um empregado de mesa. Ela lê e esconde rapidamente o papel, seguindo-se pelo regresso da sua companhia e o início da música. Posteriormente, são mostradas imagens em que a artista sai do camarim e caminha para um palco com uma audiência vazia, e começa a cantar com um homem a tocar piano perto dela.
Ao longo do trabalho, são mostrados outros cenários, um dos quais em que Rihanna dança à volta do piano. Enquanto o seu companheiro está a dormir, envia uma mensagem de texto via telemóvel e sai de seguida para se encontrar no carro do amante, que é o mesmo que enviou o bilhete e é mostrado a tocar piano durante os ensaios. No final, a intérprete é mostrada num clima de cumplicidade com o seu interesse amoroso, e quando acaba o ensaio, deixa o recinto para ir ao encontro do seu namorado que a abraça enquanto esta deixa cair lágrimas ao longo do rosto. Um colaborador do canal MTV Austrália escreveu sobre o tema e aparência do vídeo, constatando que "os mentirosos são sempre apanhados". "Desta vez, Rihanna canta sobre o facto de ser ela a ter dois homens. Bilhetes secretos, corações partidos... Oh, o drama. E ela está muito beeeeeem". "Unfaithful" é um dos telediscos certificados pelo serviço Vevo por ter ultrapassado a marca das cem milhões de visualizações.

## Divulgação

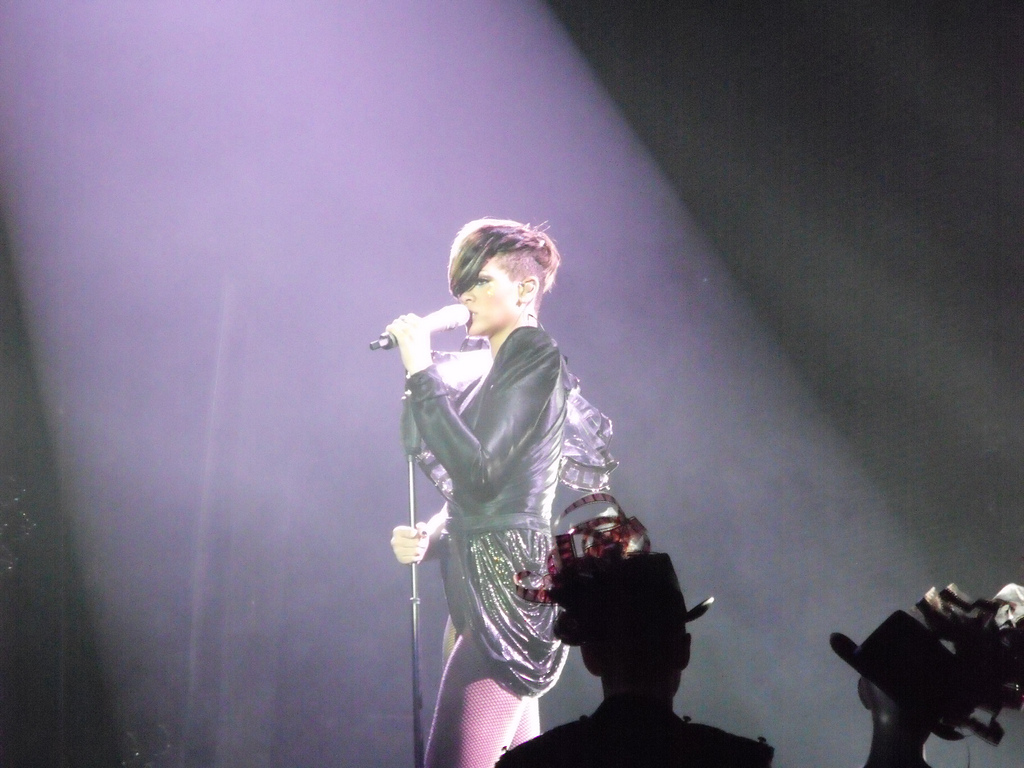
Rihanna a interpretar "Unfaithful" na Last Girl on Earth Tour a 10 de Maio de 2010.

A primeira interpretação ao vivo de "Unfaithful" foi a 27 de Julho de 2006, no programa agora extinto da MTV, Total Request Live. A 20 de Setembro do mesmo ano, a cantora abriu a cerimónia de entrega de prémios MOBO Awards no salão Royal Albert Hall em Londres, além de ter voltado a divulgar o tema a 15 de Novembro nos World Music Awards. Durante o concerto Live Earth Concerts, organizado para aumentar a consciencialização sobre o aquecimento global, Rihanna voltou a interpretar a obra em conjunto com "Shut Up and Drive" e "Umbrella".
Além de performances em televisão, a canção também fez parte da The Good Girl Gone Bad Tour, primeira digressão mundial da artista. O concerto em Manchester foi lançado na iTunes Store e incluído no álbum de vídeo Good Girl Gone Bad Live. Como acto de abertura da Glow in the Dark Tour por Kanye West, a intérprete voltou a promover "Unfaithful" em conjunto com outras músicas do seu terceiro disco de originais Good Girl Gone Bad, como "Don't Stop the Music" e "Umbrella". Após a edição de Rated R em Novembro de 2009, a cantora organizou um concerto promocional na Brixton Academy em Inglaterra com o patrocínio da Nokia. Além de registos do seu novo trabalho, como "Russian Roulette", "Wait Your Turn" e "Hard", também foram cantadas outras melodias anteriores, como "Unfaithful", "Disturbia", "Don't Stop the Music" e "Take a Bow".
Em 2010, Rihanna embarcou na Last Girl on Earth Tour e incluiu a música no alinhamento, como décima terceira, actuando no palco com um pano de fundo construído com cortinas em vermelho barroco. A 11 de Dezembro do mesmo ano, a artista foi convidada para a final da sétima temporada da versão britânica do The X Factor, interpretando novamente o tema com o finalista Matt Cardle, e mais tarde, "What's My Name?. Em Junho de 2011, começou a terceira turné mundial da intérprete, The Loud Tour, e "Unfaithful" esteve mais uma vez no alinhamento. A música foi divulgada numa plataforma que levitava, enquanto a cantora utilizava um longo vestido amarelo, elogiado por Jon Bream do jornal Star Tribune, que afirmou que parecia uma cena "como Celine Dion protagonizou em 'My Heart Will Go On' no convés do Titanic". Jules Boyle do Daily Record concluiu que "faixas como 'Unfaithful' e 'Hate That I Love You' eram adequadamente épicas com o suporte de uma banda de rock completa." Em Novembro de 2012, para promover o seu sétimo disco, Unapologetic, a artista voltou a interpretar a obra numa versão acústica durante a 777 Tour.

## Faixas e formatos
A versão digital de "Unfaithful" é constituída pela sua edição de rádio e por uma remistura, com uma duração total de sete minutos e treze segundos. Foi também disponibilizado um conjunto de misturas na iTunes Store em Julho de 2006. Na Alemanha, França e Reino Unido, foi ainda comercializado um CD single com a faixa normal, uma remistura, o instrumental e o vídeo musical.
| Descarga digital |                                     |         |  |
| N.º              | Título                              | Duração |  |
| 1.               | "Unfaithful" (edição de rádio)      | 3:47    |  |
| 2.               | "Unfaithful" (Tony Moran Radio Mix) | 4:16    |  |
| Duração total:   | Duração total:                      | 7:13    |  |

| Remisturas |                                     |         |  |
| N.º        | Título                              | Duração |  |
| 1.         | "Unfaithful" (Tony Moran Radio Mix) | 4:15    |  |
| 2.         | "Unfaithful" (Hamel Radio Edit)     | 3:53    |  |
| 3.         | "Unfaithful" (Maurice's Radio Edit) | 3:28    |  |
| 4.         | "Unfaithful" (Tony Moran Club Mix)  | 9:08    |  |
| 5.         | "Unfaithful" (Hamel Club Mix)       | 8:48    |  |
| 6.         | "Unfaithful" (Maurice's Club Mix)   | 6:57    |  |
| 7.         | "Unfaithful" (AOL Music Sessions)   | 3:49    |  |

| CD single |                                     |         |  |
| N.º       | Título                              | Duração |  |
| 1.        | "Unfaithful" (versão do álbum)      | 3:26    |  |
| 2.        | "Unfaithful" (Tony Moran Radio Mix) | 4:16    |  |
| 3.        | "Unfaithful" (instrumental)         | 3:46    |  |
| 4.        | "Unfaithful" (vídeo)                | 4:56    |  |

## Desempenho nas tabelas musicais
A estreia da faixa foi a 13 de Maio de 2006 na posição 51 da Billboard Hot 100. Nessa mesma edição, outro single da cantora, "SOS" atingiu a liderança. Após dez semanas de permanência na tabela musical, a canção estabeleceu o seu melhor desempenho em sexto lugar a 22 de Julho. Posteriormente, também alcançou o primeiro lugar na Dance/Club Play Songs, tornando-se a terceira vez que concretizava tal feito. Nesse mesmo mês, a Recording Industry Association of America (RIAA) atribuiu certificação de platina ao tema. No Canadá, a música conseguiu alcançar a primeira posição na Canadian Hot 100. Na Austrália chegou ao segundo lugar como melhor, sendo mais tarde recebido o galardão de ouro pela Australian Recording Industry Association (ARIA) com distribuições superiores a 35 mil cópias no país. No Brasil, chegou à posição 77 das faixas internacionais mais tocadas nas estações de rádio.
No continente europeu, a obra entrou na lista das dez mais vendidas em catorze países, como a Alemanha, Bélgica, França, Irlanda, Nova Zelândia, Noruega e Reino Unido. Na Hungria e Suíça, atingiu a liderança das tabelas musicais de ambos os territórios. Devido ao seu desempenho comercial positivo, "Unfaithful" recebeu várias certificações, como a de platina pela Federação Internacional da Indústria Fonográfica (IFPI) da Dinamarca, de ouro pela da Suécia e Suíça. A Belgian Entertainment Association (BEA) e a British Phonographic Industry (BPI) também atribuiu o mesmo galardão que as últimas duas.
| Tabela musical (2006)                            | Melhor posição |
| ------------------------------------------------ | -------------- |
| Alemanha - Media Control AG                      | 2              |
| Austrália - ARIA Singles Chart                   | 2              |
| Áustria - Ö3 Austria Top 75                      | 2              |
| Bélgica - Ultratop (Flandres)                    | 3              |
| Bélgica - Ultratop (Valónia)                     | 2              |
| Brasil - Crowley Broadcast Analysis              | 77             |
| Canadá - Canadian Hot 100                        | 1              |
| Dinamarca - Tracklisten                          | 3              |
| Eslováquia - IFPI                                | 5              |
| Estados Unidos - Billboard Hot 100               | 6              |
| Estados Unidos - Billboard Dance/Club Play Songs | 1              |
| Estados Unidos - Billboard Pop Songs             | 2              |
| Estados Unidos - Billboard R&B/Hip-Hop Songs     | 18             |
| Europa - European Hot 100                        | 2              |
| Finlândia - Suomen virallinen lista              | 13             |
| França - SNEP                                    | 7              |
| Hungria - Single Top 10                          | 10             |
| Hungria - Rádiós Top 40                          | 1              |
| Irlanda - IRMA                                   | 2              |
| Itália - FIMI                                    | 14             |
| Nova Zelândia - RIANZ                            | 4              |
| Noruega - VG-lista                               | 2              |
| Países Baixos - Mega Single Top 100              | 4              |
| Chéquia - IFPI Česká Republika                   | 3              |
| Reino Unido - UK Singles Chart                   | 2              |
| Suécia - Sverigetopplistan                       | 6              |
| Suíça - Schweizer Hitparade                      | 1              |

| Tabela musical (2006)           | Posição |
| ------------------------------- | ------- |
| Alemanha - Media Control Charts | 14      |
| Austrália - ARIA Singles Chart  | 19      |
| Áustria - Ö3 Austria Top 75     | 16      |
| Irlanda - Irish Singles Chart   | 14      |
| Reino Unido - UK Singles Chart  | 23      |
| Suíça - Schweizer Hitparade     | 6       |
| Suécia - Sverigetopplistan      | 6       |

| Tabela musical (2000-2009)      | Posição |
| ------------------------------- | ------- |
| Alemanha - Media Control Charts | 43      |

| País           | Provedor | Certificação |
| -------------- | -------- | ------------ |
| Austrália      | ARIA     | Ouro         |
| Bélgica        | BEA      | Ouro         |
| Dinamarca      | IFPI     | Platina      |
| Estados Unidos | RIAA     | 3× Platina   |
| Reino Unido    | BPI      | Ouro         |
| Suécia         | IFPI     | Ouro         |
| Suíça          | IFPI     | Ouro         |

## Créditos
Todo o processo de elaboração da canção atribui os seguintes créditos pessoais:
- Rihanna – vocalista principal;
- Shaffer Smith - composição;
- Mikkel Eriksen - composição, produção, gravação;
- Tor Erik Hermansen - composição, produção;
- Al Hemberger, Malcolm Pollack, Tiger Stylz - gravação;
- Phil Tan - mistura;
- Makeba Riddick - produção vocal;
- Rob Mounsey - arranjo e programação de instrumento de cordas;
- Ann Leathers, Richard Sortomme, Cenovia Cummings, Uri Vodovoz, Jan Mullen, Jeanne Ingram, Abe Appleman, Katherine Livolsi-Stern, Maura Gianni, Yana Giochman, Marti Sweet - violinos;
- Sue Pray, Crystal Garner, Jill Jaffe, Mary Hamman - violas;
- Richard Locker, Gene Moy, Eugene Briskin - violoncelos;
- John Beal, Judy Sugarman - baixo;
- Debbie Mounsey - assistência de produção.

## Histórico de lançamento
"Unfaithful" foi enviada para as rádios norte-americanas a 2 de Maio de 2006 através da Def Jam. Mais tarde, foi disponibilizada na iTunes Store de vários países, como Brasil, Canadá e Portugal, em versão single e ainda uma compilação de remisturas a partir da faixa original. Em Agosto do mesmo ano, foi ainda comercializado um CD single na Alemanha, França e Reino Unido.
| País           | Data                 | Formato                     | Editora discográfica |
| -------------- | -------------------- | --------------------------- | -------------------- |
| Estados Unidos | 2 de Maio de 2006    | Rádio mainstream e rhythmic | Def Jam              |
| Canadá         | 20 de Junho de 2006  | Descarga digital            | Def Jam              |
| Austrália      | 14 de Julho de 2006  | Descarga digital            | Def Jam              |
| Brasil         | 14 de Julho de 2006  | Descarga digital            | Def Jam              |
| Dinamarca      | 14 de Julho de 2006  | Descarga digital            | Def Jam              |
| Espanha        | 14 de Julho de 2006  | Descarga digital            | Def Jam              |
| França         | 14 de Julho de 2006  | Descarga digital            | Def Jam              |
| Portugal       | 14 de Julho de 2006  | Descarga digital            | Def Jam              |
| Suíça          | 14 de Julho de 2006  | Descarga digital            | Def Jam              |
| Alemanha       | 17 de Julho de 2006  | Remisturas digitais         | Def Jam              |
| Estados Unidos | 17 de Julho de 2006  | Remisturas digitais         | Def Jam              |
| Finlândia      | 17 de Julho de 2006  | Remisturas digitais         | Def Jam              |
| Japão          | 17 de Julho de 2006  | Remisturas digitais         | Def Jam              |
| Nova Zelândia  | 17 de Julho de 2006  | Remisturas digitais         | Def Jam              |
| Reino Unido    | 25 de Julho de 2006  | CD single                   | Def Jam              |
| Alemanha       | 4 de Agosto de 2006  | CD single                   | Def Jam              |
| França         | 28 de Agosto de 2006 | CD single                   | Def Jam              |